# Ghislaine Maxwell
Ghislaine Noelle Marion Maxwell (Maisons-Laffitte, França, 25 de desembre de 1961) és una milionària i membre de la jet-set britànica. Actualment, és a la presó acusada de pederàstia
Filla del multimilionari i defraudador Robert Maxwell es va instal·lar als Estats Units després de la mort inusual de son pare el 1991. Esdevingué aleshores una associada molt propera al financer estatunidenc Jeffrey Epstein, implicat en afers de prostitució de menors. Maxwell va tenir-hi un rol important per a l'establiment de connexions polítiques i socials internacionals creant una xarxa que incloïa personalitats notables com ara el Príncep Andrew, Donald Trump, Bill Clinton i l'advocat estatunidenc Alan Dershowitz.
També va fundar el Projecte TerraMar, un grup de protecció de l'oceà que va ser actiu a partir de 2012.
Va ser detinguda durant la matinada del 2 de juny de 2020 arran d'una intervenció de l'FBI a una mansió luxosa de Bradford, poble petit de l'estat de Nou Hampshire.

## Vida privada

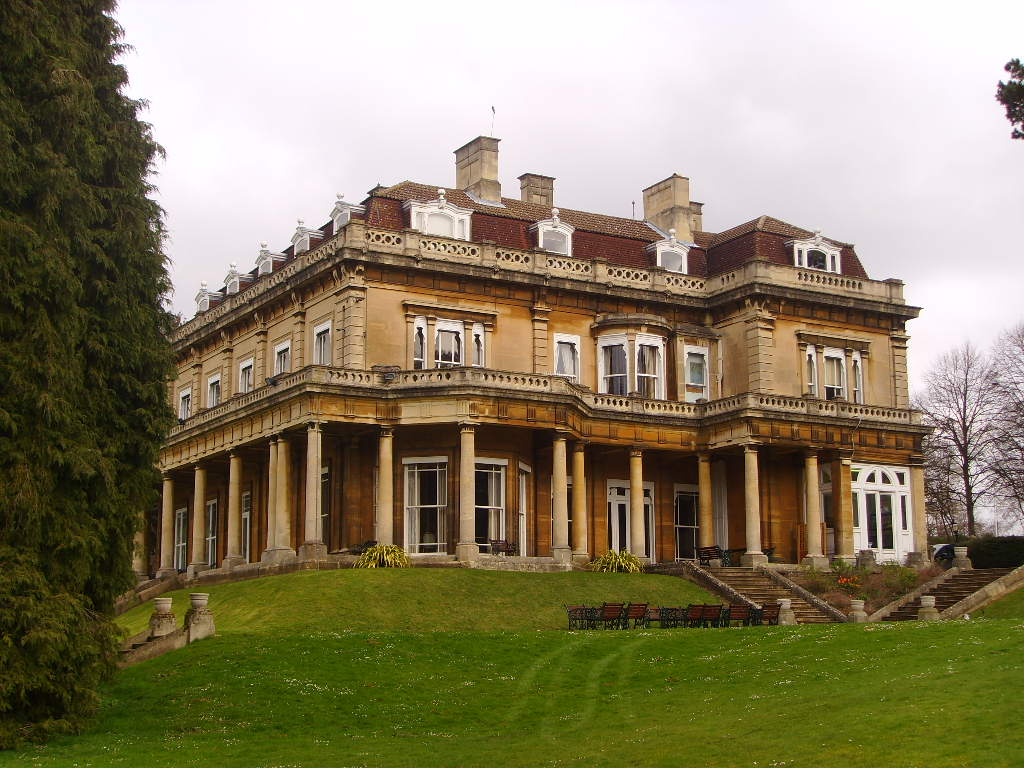
Headington Hill Hall durant els anys 2000.

Ghislaine Maxwell va néixer el dia de Nadal de 1961 a Maisons-Laffitte, població propera a la capital francesa, al si d'una família francobritànica benestant. Era la novena infant d'Elisabeth Maxwell (nascuda Meynard), una estudiosa francesa, i de Robert Maxwell, un magnat dels mitjans de comunicació britànic d'origen txec. El seu pare, que es veié acusat de frau després de la seva mort el 1991, provenia d'una família jueva mentre que la seva mare era de tradició protestant.